# Liste der Nummer-eins-Hits in Griechenland
Die Nummer-eins-Hits der Musikbranche in Griechenland werden wöchentlich ermittelt. Bis 19/2008, teilweise bis 2009, wurden von der IFPI Griechenlands nationale und internationale Single- und Album-Chartlisten veröffentlicht. Danach wurden die IFPI-Seiten längere Zeit nicht mehr aktualisiert. Seit Anfang 2010 gibt es wieder offizielle internationale Albumcharts mit ausschließlich ausländischen Interpreten sowohl von der IFPI, als auch auf der Internetseite greekcharts.com, einem Ableger von hitparade.ch. Einheimische Musik ist auf dem griechischen Markt stark vertreten und dominierte in früheren Jahren die kombinierten Verkaufscharts, die seit 2010 verfügbaren Charts spiegeln also lediglich den internationalen Musikgeschmack in Griechenland wider und nicht den vollständigen Musikmarkt. 
Die Liste ist nach Jahren aufgeteilt.